# Ceroctis libengeana
Ceroctis libengeana es una especie de coleóptero de la familia Meloidae.

## Distribución geográfica
Se encuentra en la República Democrática del Congo.